# NGC 1218
NGC 1218 (другие обозначения — UGC 2555, MCG 1-9-1, ZWG 416.2, 3C 78, NPM1G +03.0124, PGC 11749) — линзовидная галактика в созвездии Кит.
Этот объект входит в число перечисленных в оригинальной редакции «Нового общего каталога».
В галактике вспыхнула сверхновая SN 2000fs типа Ia. Её пиковая видимая звёздная величина составила 18,7.
Галактика обладает активным ядром и относиться к сейфертовским галактикам типа I.